# Superstrada H2
La superstrada H2 (hitra cesta H2 - Hitra cesta skozi Maribor, "strada veloce H2") è una superstrada slovena nella periferia di Maribor. Dal 1º gennaio 2020 è classificata come Strada Regionale 430 e contestualmente alla riclassificazione è decaduto l'obbligo di pedaggio tramite vignetta.